# Philippe Sudre Dartiguenave
Pour les articles homonymes, voir Dartiguenave.
Philippe Sudre Dartiguenave, né le 6 avril 1862 à Anse-à-Veau et mort dans la même ville le 8 juillet 1926, est un avocat, écrivain et homme politique haïtien qui est député puis sénateur avant d'être propulsé président de la République du 12 août 1915 au 15 mai 1922.    
Premier président sous l'occupation américaine, Dartiguenave devient président après la révolution de 1915 et l'invasion du pays par les États-Unis. En 1915, les ports haïtiens furent occupées militairement par les troupes américaines qui intervenaient au profit d'institutions bancaires et industrielles nord-américaines. Les tensions politiques sont en effervescences et des révoltes populaires secouent l'ensemble du pays. Son prédécesseur, Jean Vilbrun Guillaume Sam, pro-américain, fut assassiné à l'issue de la révolution. Les États-Unis sont intervenus et ont organisé l'élection d'un nouveau président. Sudre Dartiguenave, de tendance conservatrice, est élu à l'unanimité par l'Assemblée nationale pour un mandat de sept ans. Ce dernier accepte les conditions américaines et veille aux intérêts américano-haïtiens, notamment de la Haitian American Sugar Company et de banques telle que la banque d'affaires américaine Kuhn, Loeb & co.    
Le 11 novembre 1915, les États-Unis font pression sur le nouveau président pour qu'il signe un nouveau traité économique. Sous la pression, le président Dartiguenave signe le traité, qui est ratifié par le Sénat. Ce traité a légitimé l'occupation américaine et placé les finances et le gouvernement haïtiens sous le contrôle des États-Unis.     
L'acte a également dissous l'armée haïtienne, en créant à la place une armée dirigée par les États-Unis, avec une force de police de 3 000 hommes qui serait connue sous le nom de Gendarmerie d'Haïti. Cette gendarmerie a répondu directement au secrétaire d'État américain et a supervisé l'application d'une loi américaine pour relancer la pratique du travail forcé, qui obligeait les paysans haïtiens à travailler sur les routes trois jours par an. Dans certains cas, les travailleurs ont été contraints de travailler attachés avec des cordes pendant des semaines. 
En 1918, Dartiguenave présente le projet d'une nouvelle constitution inspirée de la constitution américaine. Cette dernière réduit la durée du mandat présidentiel passant ainsi de sept à quatre. 
Les sept années du gouvernement de Dartiguenave s'achève sur un constat d'échec et de déception. Le seul avantage retiré de l'occupation était la paix et la stabilité des institutions, mais cela fut acquis au prix d'une longue guérilla qui fit sans doute  plus de victimes que n'en firent les incessantes révolutions dont le pays a subi.
Le mandat du président Dartiguenave venant à terme, le Conseil d’État, instance législative créée par la Constitution de 1918, se réunit et élit Louis Borno le 10 avril 1922.    

## Carrière

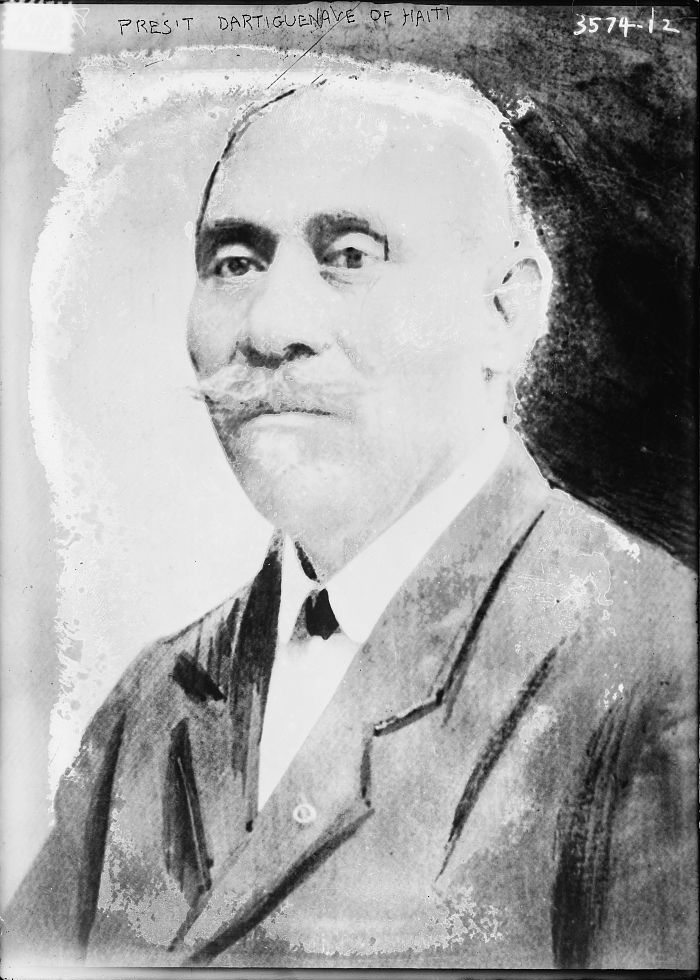
Philippe Sudre Dartiguenave.

Philippe Sudre Dartiguenave est né le 6 avril 1862 à Anse-à-Veau. Il était un métis (ou mulâtre), ayant des ancêtres européens français et africains. Jeune, il a étudié au collège petit séminaire Saint-Martial puis est devenu avocat. 
Après la chute du régime de Nord Alexis, Dartiguenave entame une carrière politique et se fait élire sénateur dans le département du Sud le 10 mai 1910. Par la suite, il est élu président du Sénat. Au cours de sa carrière, Dartiguenave n'a jamais été affilié à aucun parti politique.
Marié à deux reprises, il a deux enfants, Philippe et Camille.

## Président de la République

### Occupation américaine
Entre 1910 et 1911, dans le but de limiter l'influence allemande, le Département d'État apporte son soutien à un consortium d'investisseurs américains, constitué par la National City Bank of New York (aujourd'hui Citibank), pour l'acquisition de la Banque Nationale d'Haïti, unique banque commerciale et trésorerie nationale du pays.
En février 1915, Jean Vilbrun Guillaume Sam, met en place une politique pro-américaine répressive. En juillet, dans le cadre d'une nouvelle révolte anti-américaine, il fait exécuter 167 prisonniers politiques, tous issus de riches familles apparentés avec la communauté allemande. Dès lors que le massacre fut connu, Sam fut lynché par la foule à Port-au-Prince.
Cette révolte anti-américaine menaçait bien entendu les intérêts économiques américains en Haïti, comme la Haitian American Sugar Company. De plus, un Haïtien anti-américain supporté par les cacos, Rosalvo Bobo, était en passe de succéder à Sam à la tête du pays. Le gouvernement américain décida alors d'agir rapidement afin d'y préserver ses intérêts.
Le président américain Woodrow Wilson envoya 330 Marines à Port-au-Prince le 28 juillet 1915. Le Secrétaire à la Marine des États-Unis ordonna au commandant de l'invasion, l'amiral William Deville Bundy, de "protéger les intérêts américains et étrangers". Un autre objectif de l'invasion était de modifier la Constitution haïtienne qui interdisait aux étrangers d'y posséder des terres. Néanmoins, afin d'éviter les critiques de l'opinion publique américaine, l'occupation fut présentée, par le contre-amiral Caperton, comme étant une "mission visant à rétablir la paix et l'ordre" qui "n'a rien à voir avec de quelconques tractations diplomatiques passées ou futures". Les Marines ne rencontrèrent de résistance que de la part d'un seul soldat, Pierre Sully, qui fut tué.
Le 17 novembre 1915, les Marines capturèrent Fort Rivière, bastion des rebelles cacos, mettant fin à la première guerre des Cacos.

### Élection
Le gouvernement haïtien avait contracté de plus en plus de prêts auprès des banques américaines et françaises durant les dernières décennies, et s'était révélé incapable de les honorer. Si l'anti-américain Rosalvo Bobo avait été porté à la tête du pays, celui-ci aurait refusé de rembourser les dettes du pays, et l'aurait fermé aux investissements américains. Au bout de six semaines d'occupation, les représentants du gouvernement américain contrôlaient les douanes et les institutions administratives comme les banques et la trésorerie nationale haïtiennes. De même, ils réussirent à rediriger 40 % du revenu national vers le remboursement des créanciers américains et français. Malgré les dettes importantes dues à ces derniers, cette mesure fut controversée. Elle permit de stabiliser le gouvernement haïtien et de lui assurer une crédibilité internationale, mais elle se fit aux dépens d'autres dépenses publiques, et ses détracteurs prétendirent qu'elle bloquait le développement économique. Durant les dix-neuf années de l'occupation, des conseillers américains gouvernèrent le pays, n'hésitant pas à faire appel au Corps des Marines pour faire appliquer leurs décisions.
Philippe Sudre Dartiguenave, alors président du Sénat haïtien, fut désigné candidat pour le poste de président d'Haïti après le refus de plusieurs autres personnalités. Soutenu par les américains, il est élu à l'unanimité pour un mandat de sept ans.

### Formalisation de la dépendance haïtienne
En septembre 1915, le Sénat américain ratifia la convention américano-haïtienne, un traité accordant aux États-Unis le droit de supervision de l'économie et de la défense d'Haïti pour une durée de 10 ans. De plus, les représentants américains se voyaient accorder un droit de veto dans toutes les décisions gouvernementales en Haïti, et les commandants du Corps des Marines l'administration des départements haïtiens. Les institutions locales restaient entre les mains des Haïtiens, comme prévu dans les lois instaurées sous la présidence de Woodrow Wilson.
L'administration remania considérablement le chancelant système constitutionnel haïtien, réinstaurant le service civil pour la construction de routes, et établirent un système de Gardes Nationales. De plus, les Américains améliorèrent grandement l'infrastructure nationale: réhabilitation de 1 700 km de routes, construction de 189 ponts, rénovation de nombreux canaux d'irrigation, construction d'hôpitaux, d'écoles et de bâtiments publics et raccordement des principales villes à l'eau potable.

### Opposition et violences

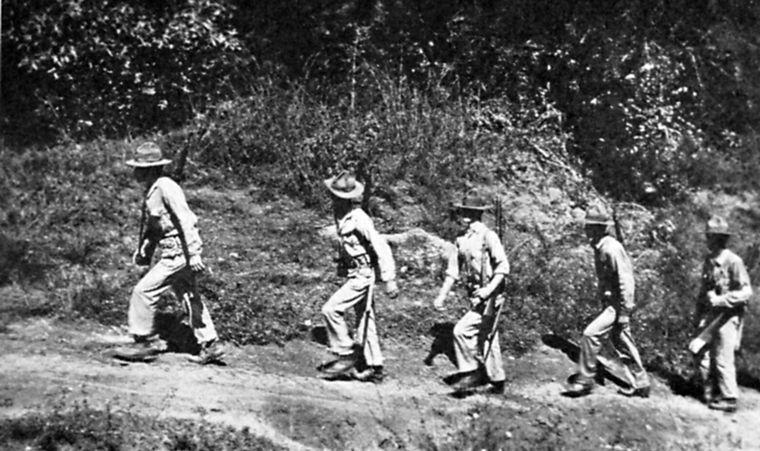
Patrouille de Marines américains à Haïti en 1921.

L'opposition à l'occupation débuta immédiatement après le débarquement des Marines en Haïti en 1915. Les rebelles (surnommés "cacos" par les soldats américains) résistèrent vivement à la prise de contrôle du pays par les États-Unis. Au début de l'occupation, ils reçurent un grand soutien de la part du gouvernement allemand et de l'élite germano-haïtienne retranchée. La marge de manœuvre des Allemands était limitée par leur implication dans la Première Guerre mondiale depuis l'année précédente, tandis que les États-Unis étaient encore neutres à ce stade du conflit. Chacune des parties considérait l'autre comme un obstacle à sa domination sur l'île d'Hispaniola. Les principaux bénéficiaires des visées hégémoniques de l'Allemagne étaient donc les rebelles cacos. En réponse à cette résistance montante, les gouvernements haïtien et américain lancèrent une intense campagne militaire dans le but de démanteler les troupes rebelles.
Le racisme des forces d'occupation américaines envers les Haïtiens était répandu. Aux débuts de l'occupation, élite haïtienne et officiers américains étaient souvent en contact lors de soirées et dans les clubs. L'arrivée des familles de ces derniers en Haïti minimisa ces contacts. Mais les relations se dégradèrent considérablement lorsque les officiers américains furent envoyés en Europe durant la Première Guerre mondiale. Les soldats et les officiers de grade moins élevé restants étaient considérés comme ignorants et vulgaires par l'élite haïtienne. De nombreux cas de Marines excessivement alcoolisés furent rapportés, à l'origine de rixes et d'agressions sexuelles à l'encontre de femmes haïtiennes. Cette situation conduisit John A. Lejeune, général de la marine basé à Washington, à interdire la vente d'alcool aux Marines américains en Haïti.
Cette occupation fut très violente. Le secrétaire de la NAACP (National Association for the Advancement of Colored People - association nationale pour la promotion des gens de couleur) Herbert J. Seligman, le 10 juillet 1920, raconte: "Des camps militaires furent construits à travers toute l'île. Les propriétés des autochtones furent saisies pour un usage militaire. Les Haïtiens qui portaient une arme sur eux étaient abattus à vue. Des mitrailleuses furent utilisées contre des foules d'Haïtiens désarmés, et certains Marines avec lesquels j'ai eu l'occasion de discuter m'ont déclaré qu'ils ne se préoccupaient pas de savoir combien d'autochtones furent tués ou blessés".
Les forces rebelles n'étaient pas en reste, et s'adonnaient également à des exactions, des actes de terrorisme et autres crimes de guerre à l'encontre des forces d'occupation et de la population générale. Une rébellion comprenant 5000 cacos fut conduite par Charlemagne Péralte en 1918, responsable d'une attaque sur Port-au-Prince, avant que ce dernier ne soit tué l'année suivante. La Seconde Guerre des Cacos prit fin en 1920 avec la mort de Benoît Batraville, également à l'origine d'une attaque sur la capitale.

### Réformes constitutionnelles
En 1917, le président Dartiguenave demanda la dissolution de l’Assemblée qui avait refusé d’approuver une Constitution inspirée par le secrétaire à la Marine des États-Unis : Franklin D. Roosevelt. Ceci fut fait par la gendarmerie, commandée par le Marine Smedley Butler. Le président Dartiguenave dissolut le corps législatif, à la suite du refus de ses membres de ratifier la Constitution rédigée par Franklin D. Roosevelt, alors Secrétaire assistant à la Marine. Un référendum fut organisé en 1918 et la nouvelle Constitution fut approuvée à 98.225 voix pour et 768 voix contre. Celle-ci était globalement libérale, mais son importance résidait dans le fait qu'elle permettait désormais aux étrangers de posséder des terres en Haïti, ce qui avait été interdit en 1804 à l'initiative du premier chef d'État après l'indépendance, Jean-Jacques Dessalines.

### Dernières années
En 1918, celle-ci fut approuvée par référendum (mais avec 5 % de votants). D’inspiration libérale, elle autorisait la propriété foncière aux étrangers. Dessalines avait interdit celle-ci et ce point était resté un principe inaltérable de toute législation jusqu'alors.
Les occupants américains étaient empreints de racisme. Cette attitude consterna en particulier l'élite mulâtre, francophone et éduquée. L’indignation engendra une nouvelle fierté raciale qui s’exprima dans le travail d'une nouvelle génération d’historiens, d'écrivains (comme Jacques Roumain) et artistes.
Des routes furent construites sous le système de la corvée. La réaction populaire fut violente. À la fin de l’année, le pays fut en état d’insurrection. Les paysans armés, surnommés « cacos » furent jusqu'à 40 000. Leurs chefs les plus connus furent Charlemagne Péralte et Benoît Batraville  qui allèrent jusqu'à attaquer la capitale, Port-au-Prince en octobre 1919. Il fallut deux ans aux Marines américains pour mater la révolte au prix de plus de deux mille morts.

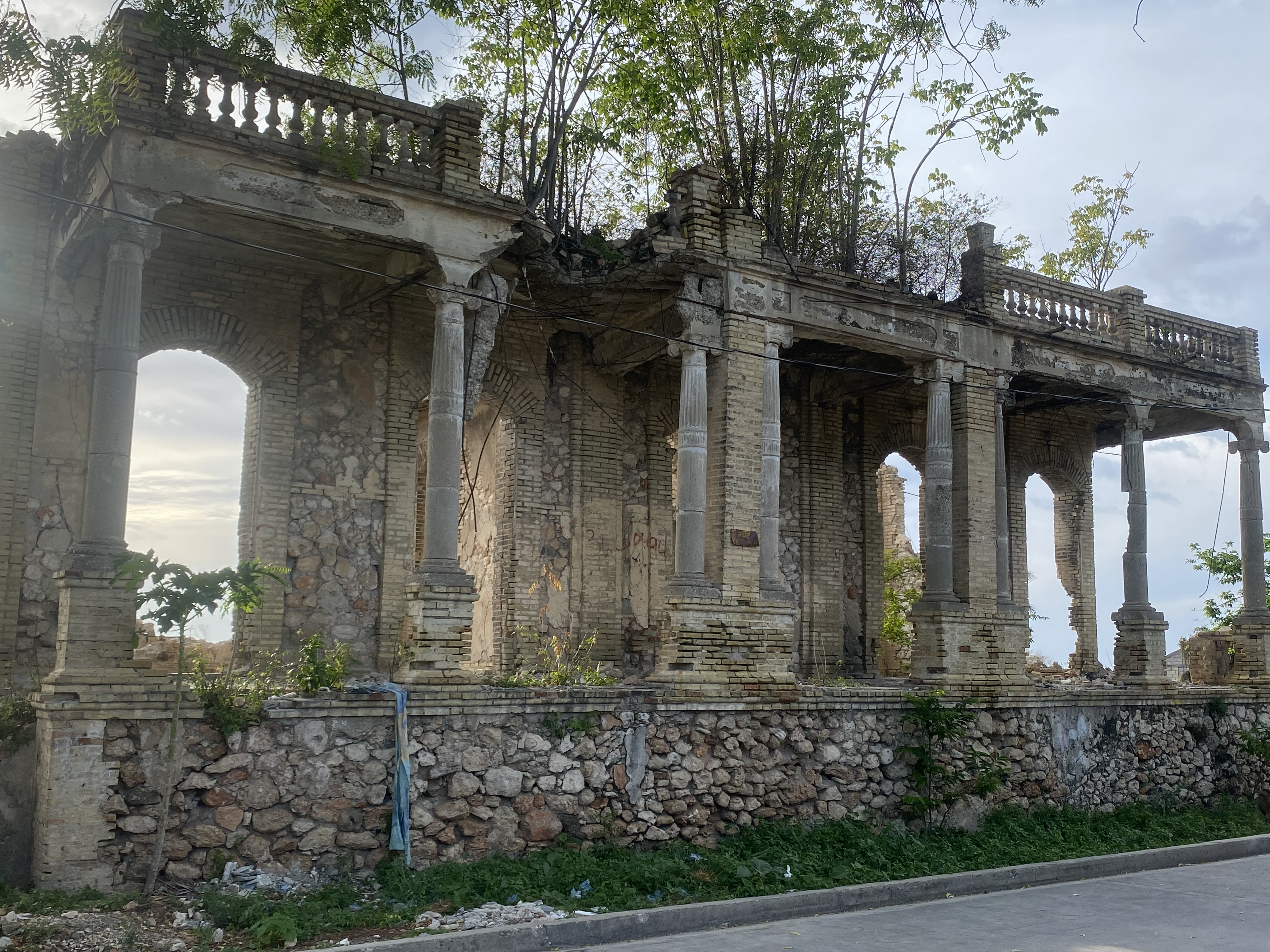
Ancienne résidence de Philippe Sudre Dartiguenave.

La National City Bank fut critiquée pour des pratiques déloyales, telles que le refus de payer au gouvernement d'Haïti les intérêts sur l'argent déposé sur ses comptes, qui étaient transférés  à New York. Elle ne se mit à payer les intérêts qu'après 1922, mais seulement à un taux de 2 %, au lieu des 3,5 % accordés aux autres dépositaires équivalents. Selon le sénateur et économiste Paul Douglas, cela équivalait à une perte d'un million de dollars en intérêt.
L’administration et l’armée furent professionnalisées et la corruption, combattue. La gendarmerie devient une force efficace. L'instruction publique, longtemps négligée, fut reprise depuis le primaire et axée sur la formation professionnelle, au détriment des « libéralités » qui ne bénéficiaient qu'aux classes fortunées. Les infrastructures connurent un essor sans précédent : Ainsi, le téléphone automatique fut installé à Port-au-Prince ; les ports furent équipés de quais et de phares ; un service de santé publique fut développé, avec hôpitaux et dispensaires de campagne. 1 700 km de routes furent créées et entretenues. La culture du sisal fut introduite et les exportations de sucre et de coton se développèrent.
Toutefois, cette marche forcée vers la modernité se fit aux dépens de la démocratie, le Sénat restant dissout. Borno se fit réélire par un Conseil d'État dont il avait choisi les membres. Les Haïtiens conservèrent une forte hostilité envers l'occupant américain qui n'hésitait pas à faire usage des armes. 

## Fin de carrière
La fin de la Première Guerre mondiale et la défaite de l'Allemagne privèrent d'une part les rebelles haïtiens de leur principal soutien dans la guérilla, et de l'autre part soulagèrent les craintes des États-Unis quant à l'éventualité de la prise de contrôle d'Haïti par une puissance hostile. Néanmoins, l'occupation se poursuivit après la fin de la Grande Guerre, malgré l'embarras dans lequel il plongea le président Wilson à la Conférence de paix de Paris en 1919 et lors d'une enquête du Congrès américain en 1922.
En 1922, les États-Unis nomment de nouveaux représentants en Haïti. L'administration Woodrow Wilson nomme le général John H. Russell haut-commissaire. Le mandat de Dartiguenave s'achève. Ce dernier refuse d'en briguer un second. Une nouvelle élection fut organisée. C'est le secrétaire d'État Louis Borno qui est élu nouveau président de la République pour un mandat de quatre ans. 
Dartiguenave se retire dans sa ville natale d'Anse-à-Veau où il rédige ses mémoires. Il y meurt le 8 juillet 1926.